# Kingiodendron alternifolium
Kingiodendron alternifolium är en ärtväxtart som först beskrevs av Adolph Daniel Edward Elmer, och fick sitt nu gällande namn av Elmer Drew Merrill och Robert Allen Rolfe. Kingiodendron alternifolium ingår i släktet Kingiodendron och familjen ärtväxter. Inga underarter finns listade i Catalogue of Life.